# Hirieu
Hirieu, na mitologia grega, foi um filho de Posidão e Alcíone. Alcíone era filha de Atlas  e Pleione ou de Atlas e Etra, filha de Oceano. Ele tinha uma irmã, Aethusa e um irmão, Hiperenor. Com a ninfa Clonia ele é o pai de Nicteu e Lico; pelos textos atribuídos a Higino, porém, Nicteu e Lico são filhos de Posidão com Celeno, irmã de Alcíone  ou filha de *Ergeus. Pseudo-Apolodoro também menciona um personagem de nome Lico, filho de Posidão e Celeno, filha de Atlas e Pleione.